# CARE Österreich
CARE Österreich – Verein für Entwicklungszusammenarbeit und humanitäre Hilfe (meist kurz CARE Österreich) ist eine österreichische Nichtregierungsorganisation, die Entwicklungszusammenarbeit und Katastrophenhilfe leistet. Als eine von 16 Schwesterorganisationen gehört sie zur weltweit agierenden Konföderation CARE International.

## Geschichte

### 1946 bis 1955: CARE
Die Anfänge von CARE Österreich beginnen mit der am 27. November 1945 in den USA gegründeten Organisation C.A.R.E (Cooperative for American Remittances to Europe), heute CARE (Cooperative for Assistance and Relief Everywhere).
Nach 1945 waren große Teile der Infrastruktur und Wirtschaft Europas stark getroffen. Die Landwirtschaft und die Industrie war weitgehend nicht mehr vorhanden. Dies führte zu starken Engpässen in der Versorgung. In den USA bildeten sich zahlreiche Initiativen, um der Bevölkerung in Europa zu helfen. Privatpersonen begannen, Pakete mit Lebensmitteln an europäische Verwandte und Freunde zu versenden. Diese Initiativen formierten sich nach und nach zu verschiedenen Hilfsorganisationen, die alle denselben Zweck verfolgten: Hilfestellung an das stark vom Krieg getroffene Europa. CARE wurde daraufhin von den New Yorker Geschäftsleuten Arthur Ringland und Lincoln Clark als Konsortium von 22 amerikanischen Hilfsorganisationen gegründet.
Zu Kriegsende herrschte eine Ernährungskrise, während dieser war nur eine tägliche Zufuhr von Nahrungsenergie von 1200 bis 1550 kcal möglich. Ein Jahr später, im Mai 1946, brach die Versorgung zusammen. Die durchschnittliche Verfügbarkeit von Nahrungsenergie sank in den Städten auf 950 kcal am Tag.

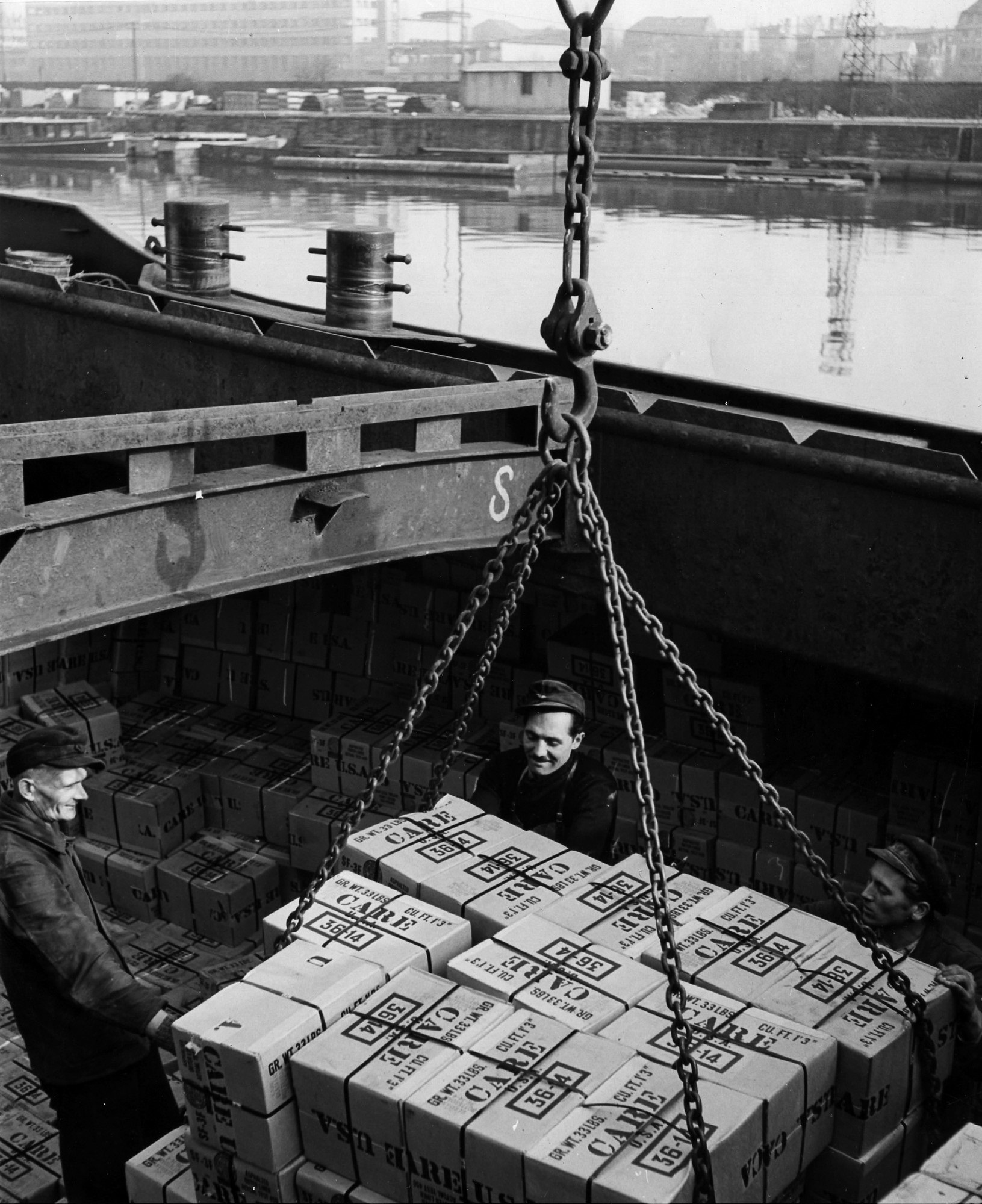
Ankunft der ersten CARE-Pakete aus den USA in Europa in Le Havre, Frankreich (1946)

Der zentrale Verwaltungssitz für die Organisation der Hilfsaktion von CARE in Europa war von 1946 bis in die späten 1950er Jahre Wien. Im Juli 1946 erreichten die ersten 32.000 CARE-Pakete den Wiener Franz-Josefs-Bahnhof. In den Nachkriegsjahren wurden die CARE-Pakete auch Teil des Marshall-Plans für den Wiederaufbau. Bis zum Jahr 1947 versorgte CARE bereits 19 europäische Länder mit CARE-Paketen. So konnten insgesamt über 100 Millionen CARE-Pakete® weltweit verteilt werden. Bis zum Jahr 1955 wurde insgesamt 1 Million CARE-Pakete an Österreich versandt.

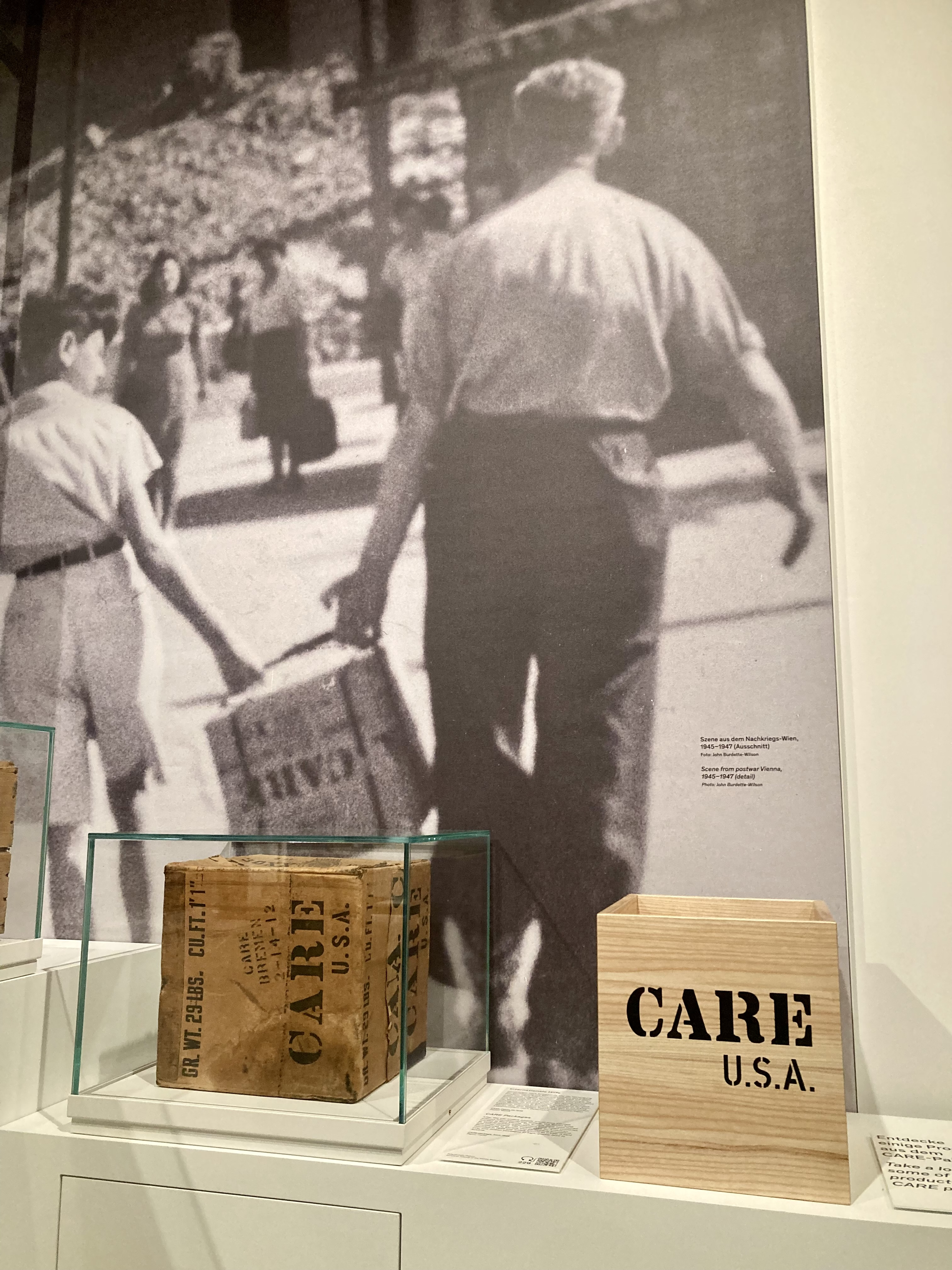
Ausstellung eines Original CARE-Pakets im Wien Museum

Wien fungierte als Hauptlager von CARE in Europa. Das erste CARE-Büro in Österreich befand sich in der Strudlhofgasse im Palais Felix. Der Hauptsitz von CARE befand sich ab 1958 in Wien am Schottenring 18 in Wien. Noch heute erinnert eine Gedenktafel an den historischen Standort, von dem aus europaweite Hilfe in der Nachkriegszeit koordiniert wurde. Täglich wurden von Wien ausgehend 1000 CARE-Pakete mit je 40.000 Kilokalorien an die österreichische Bevölkerung verteilt. Weitere Lagerhäuser mit CARE-Paketen befanden sich in Linz, Salzburg, Graz, Innsbruck, Klagenfurt, Rankweil, Leibnitz und Leoben. Jeder siebte Österreicher erhielt ein CARE-Paket aus den USA.

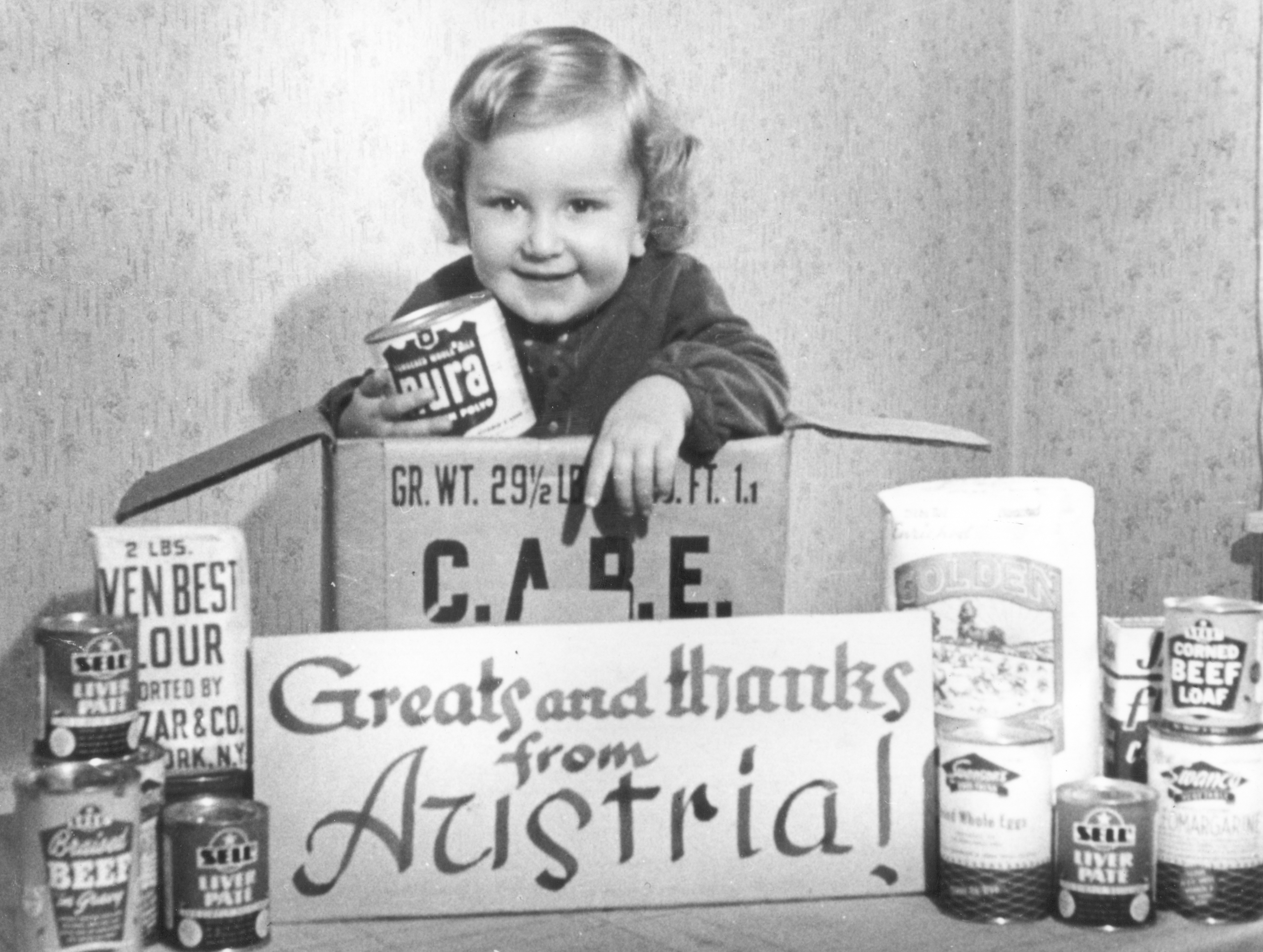
Österreichisches Mädchen in der Nachkriegszeit mit einem CARE-Paket

Noch heute finden sich originale CARE-Pakete sowie mehr zur Geschichte von CARE in österreichischen Museen. Im Wien Museum, im Haus der Geschichte in Niederösterreich und im Stadtmuseum Dornbirn werden originale CARE-Pakete ausgestellt.

### Seit 1986: CARE Österreich
In Europa konnten der Hunger und die Not der Nachkriegszeit erfolgreich bekämpft werden. Viele Regionen der Welt benötigen aber weiterhin Hilfe. Daher gründete CARE 1986 in Österreich eine eigene Niederlassung. CARE Österreich – Verein für Entwicklungszusammenarbeit und humanitäre Hilfe ist seitdem als eigenständige Organisation gegen Armut und Not weltweit im Einsatz. Bis heute leistet CARE Österreich weltweit Hilfe zur Selbsthilfe. Nachhaltig und wirksam zu helfen, sind wichtige Kriterien für jedes Projekt von CARE. Ein besonderer Fokus von CARE Österreich ist die Stärkung von Frauen und Mädchen.

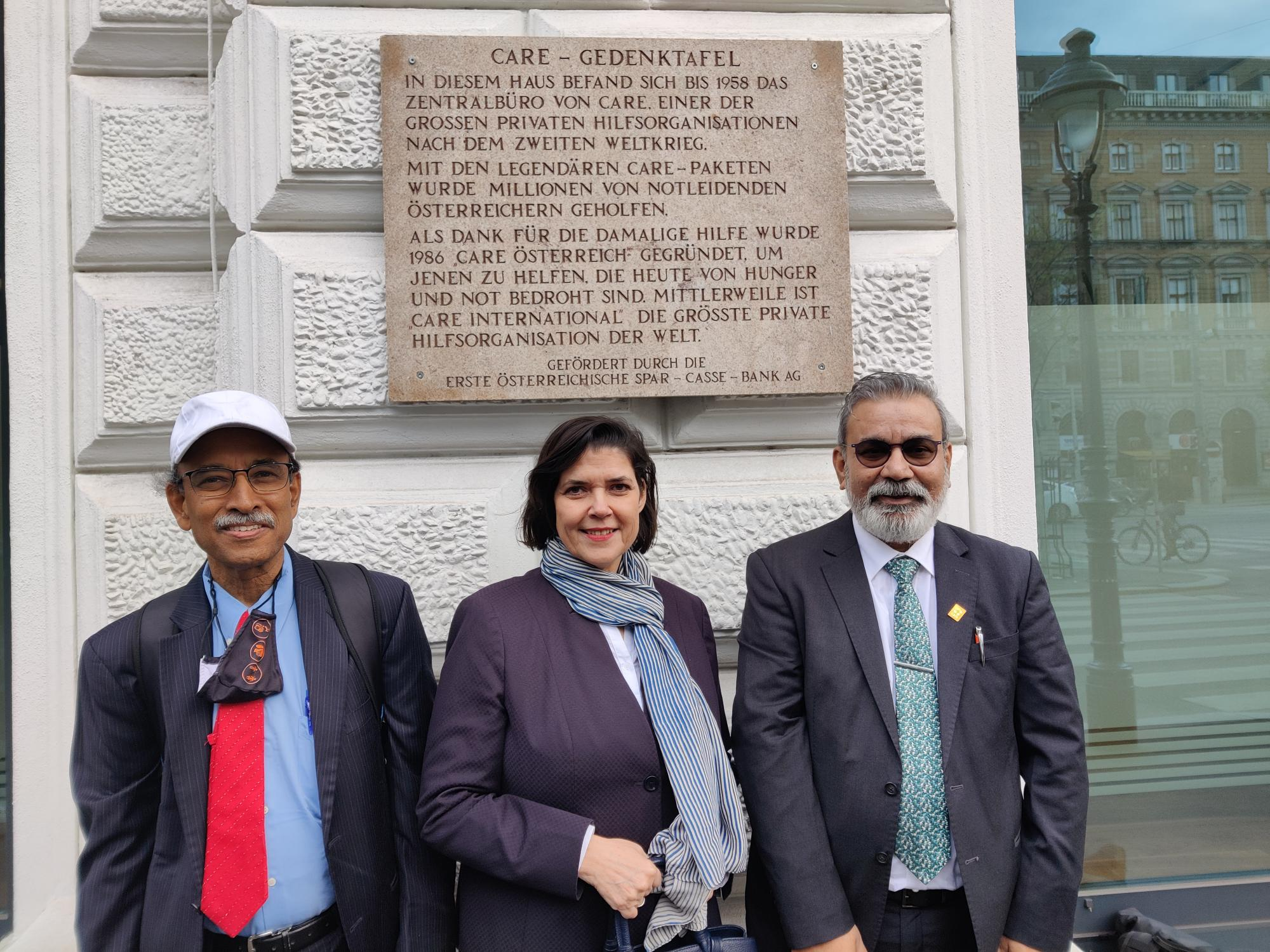
CARE Österreich Geschäftsführerin Dr. Andrea Barschdorf-Hager vor der Gedenktafel zur Erinnerung an die Arbeit von CARE in Wien nach dem Zweiten Weltkrieg am Schottenring 18 (Wien)

## Organisation
CARE Österreich ist als politisch, religiös und ethisch unabhängiger gemeinnütziger Verein organisiert.
Vorstandsmitglieder von CARE Österreich (Stand November 2023):
- Präsidentin: Birgit Niessner
- Vizepräsident: Michael Obrovsky
- Kassier: Peter Zorn
- weitere Vorstandsmitglieder: Ursula Baatz, Irene Giner-Reichl, Irene Horejs, Georg Lennkh, Rudolf Lennkh, Eva Nowotny, Gerhard Schuster und Melita H. Sunjic

Seit 2009 leitet die Geschäftsführung Andrea Barschdorf-Hager.

## Projekte: Zahlen und Fakten
Im Jahr 2022 setzte CARE Österreich weltweit 65 Projekte in 31 Ländern um und beschäftigte 50 Mitarbeiter am Hauptsitz in Wien.
Der Projektaufwand betrug 38,16 Mio. Euro, wobei 57,68 % für die Katastrophenhilfe und 42,32 % für die Entwicklungszusammenarbeit verwendet wurden.
Die Investitionen verteilten sich dabei auf
- den Nahen Osten (39,79 %),
- Afrika (36,14 %),
- Asien (9,18 %),
- Ost- und Südosteuropa (14,70 %)
- sowie Westeuropa (0,19 %).

Die Gesamteinnahmen beliefen sich auf 48,06 Mio. Euro, wovon 60,79 % öffentliche Gelder von der EU und anderen Institutionen, 29,02 % private Spenden, 10,16 % öffentliche Gelder aus dem Inland und 0,03 % sonstige Einnahmen darstellten.

## Publikationsmedien
CARE Österreich gibt jährlich den Bericht Breaking the Silence – ten humanitarian crises that didn’t make headlines heraus, zuvor bekannt als Suffering in Silence. Ziel dieses Berichts ist es, humanitäre Krisen in den Fokus zu rücken, die keine angemessene Aufmerksamkeit in den täglichen Nachrichten erhalten haben. Der Breaking the Silence-Report beleuchtet die Top 10 Krisen, die täglich Millionen von Menschen betreffen, jedoch kaum Erwähnung in den Nachrichten der Massenmedien finden.
Seit 2020 gibt es von CARE Österreich den CARE in Action Podcast. in diesem Podcast vermittelt Andrea Barschdorf-Hager, Einblicke in die Arbeit und erläutert aktuelle Herausforderungen. Sie spricht mit CARE-Botschaftern, Helfern vor Ort und Experten zu verschiedenen Themen.

## Auszeichnungen

### 2022
- Gold – IAB WEBAD 2022: in der Kategorie „Best Corporate Responsibility Kampagne“ für die Kampagne „Touching Stories“ im Zuge der # 16days Kampagne[19]
- Bronze – Effie Award: Für die „Worte füllen keine Hilfspakete“ Kampagne[20]

### 2023
- Gold – Fundraising Award: „Bestes Direct Mailing des Jahres“ für das Notfallmailing nach dem Erdbeben in der Türkei und Syrien[21]
- Silber – ORF Awards 2023, „Werbehahn“: in der Kategorie „bester Radio-Werbespot“ für den Radio-Werbespot „Data Vocalization“[22]
- Silber – ADGAR Award: in der Kategorie Soziales & Karitatives für das Sujet:  „CARE-Hilfspakete Ukraine“[23]

### 2024

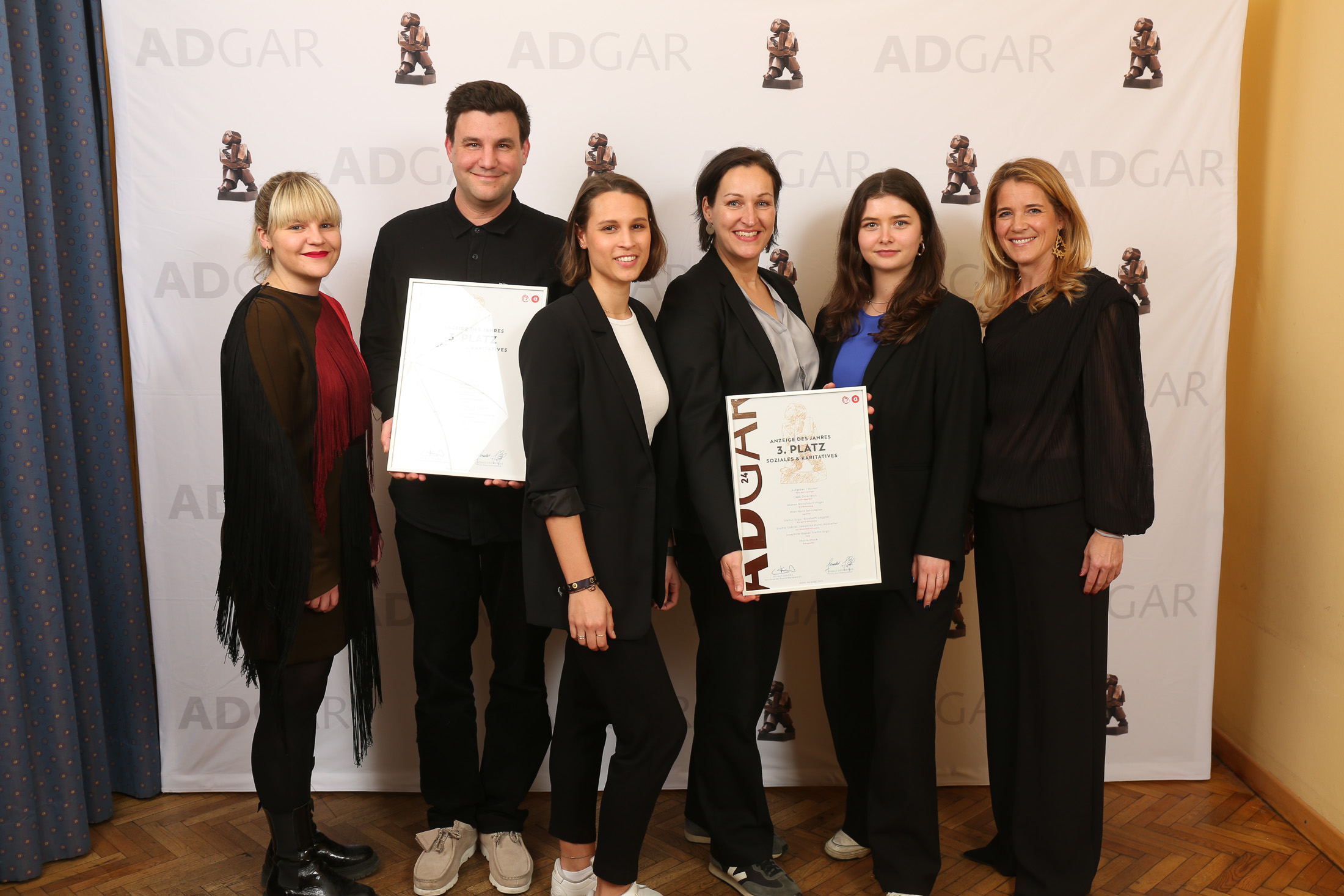
CARE Österreich ADGAR AWARD Verleihung

- Bronze – ADGAR Award: in der Kategorie Soziales & Karikatives für das Sujet: Aufgeben / Ruinen[24]